# Nottjärnen (Sorsele socken, Lappland, 727146-157515)
Nottjärnen är en sjö i Sorsele kommun i Lappland och ingår i Umeälvens huvudavrinningsområde.